# Коцюбинская, Михайлина Фоминична
Михайли́на Фоми́нична Коцюби́нская (1931—2011) — советский и украинский филолог и литературовед, активная участница движения шестидесятников. Племянница классика украинской литературы М. М. Коцюбинского (дочь его младшего брата Фомы). Заслуженный деятель науки и техники Украины (2001).

## Биография
Родилась 18 декабря 1931 года в Виннице (ныне Украина), где её отец создавал и руководил музеем писателя Михаила Коцюбинского. Мать — Екатерина Бедризова, крымская армянка по происхождению, познакомилась с Фомой в Киеве, в детском доме, где оба были педагогами. В 1929 году Бедризову-Коцюбинскую обвинили в украинском национализме, и только армянское происхождение спасло её от включения до уголовного дела на членов т. н. Союза Освобождения Украины.
В 1935 году — семья переехала в Чернигов, где отец создал и руководил музеем Михаила Коцюбинского, в 1941 году была эвакуирована в Уфу.
Окончила филологический факультет КГУ имени Т. Г. Шевченко (1949—1954) по специальности «украинский язык и литература», там же — аспирантуру. В 1958 году под руководством академика А. И. Белецкого защитила кандидатскую диссертацию «Поэтика Шевченко и украинский романтизм».
С ноября 1957 года по 1968 год — мл. н. с., ст. н. с. отдела теории литературы и шевченковедения Института литературы имени Т. Г. Шевченко АН УССР. Исследовала язык художественных произведений, поэтику Т. Г. Шевченко, художественную индивидуальность М. Коцюбинского, специфику образного мышления и его эволюцию в украинской литературе.

### Участница движения шестидесятников
Михайлина Коцюбинская была также активной участницей движения шестидесятников — нон-конформистской группы украинской интеллигенции. Участница протеста после просмотра фильма Сергея Параджанова «Тени забытых предков» в кинотеатре «Украина» против арестов 1965 года украинской интеллигенции. Из-за этого
- в 1966 году исключена из рядов КПСС;
- переведена в другой отдел Института литературы;
- монография о Т. Г. Шевченко не включена в план изданий;
- запрет публиковаться в советской печати;
- 1968 — уволена из Института как не прошедшая аттестацию;
- почти год искала работу, учитывая негласный запрет на её трудоустройство.

Направила письмо-протест руководителю КПУ В.Щербицкому, где требовала освободить из-под ареста Надежду Светличную.
В 1989 году — восстановлена в СПУ.

### Среда
Своими духовными наставниками считала переводчика Г. П. Кочура и писателя генерации Расстрелянного возрождения Б. Д. Антоненко-Давидовича. Исключительное влияние произвели на неё Е. А. Сверстюк, И. А. Светличный, Ю. В. Бадзё и другие шестидесятники, объединённые в Клубе Творческой Молодёжи. Дружила с А. А. Горской, Е. М. Апанович, Л. В. Костенко, Зиновией Геник-Березовской с Праги.

## После 1992 года
С 1992 года — старший научный сотрудник отдела рукописных фондов и текстологии Института литературы имени Т. Г. Шевченко НАН Украины. Была председателем редакционной коллегии академического собрания сочинений В. Стуса в 6 томах (1994—1997). В последние годы работала как составительница и комментатор над собранием сочинений В. М. Чорновила в 10 томах (издается с 2002 года).
Автор статей, эссе, воспоминаний, критически-мемуарных публикаций о В. Стуса, И. Светличного, З. Геник-Березовская, П. Г. Тычине, Е. Сверстюка, Н. В. Суровцевой, Б. Антоненко-Давидовича. Обладая особой интуицией, почувствовала интерес к художественной документалистике как самостоятельному художественному явлению и всесторонне проанализировала этот специфический вид словесного творчества. Тщательно изучала воспоминания, дневники, эпистолярии писателей. Опубликовала письма В. Стуса, А. Олеся, О. Ольжича, В. С. Стефаника, В. Волк. Принимала активное участие в общественной жизни.
В 2008 году стала почётным доктором НаУКМА.
Умерла 7 января 2011 года от осложнений гриппа. Общественная панихида, которую вёл академик Н. Г. Жулинский, состоялась в киевском Доме учителя. Также выступали Б. Н. Горынь, К. Сигов. Отпевание совершил владыка Евстратий во Владимирском соборе УПЦ (КП). Похоронена в Киеве на Байковом кладбище (33-й участок).

## Награды и премии
- премия имени Александра Белецкого (1993)
- премия имени Василия Стуса (1994)
- премия фонда Антоновичей (1995)
- Всеукраинская литературная премия имени Михаила Коцюбинского (1998)
- премия имени Олены Телиги (2001)
- заслуженный деятель науки и техники Украины (декабрь 2001)
- орден княгини Ольги ІІІ степени (2006).
- Почётный доктор Национального университета «Киево-Могилянская академия» (2008)
- Национальная премия Украины имени Тараса Шевченко (2005) — за книгу «Мои горизонты» в 2 томах

## Память
22 сентября 2011 года в Чернигове в честь Михайлины Коцюбинской была открыта мемориальная доска. Она установлена на фасаде школы № 17 (бывшая железнодорожная школа № 41), которую в 1949 году с золотой медалью окончила Коцюбинская. По этому случаю в учебном заведении состоялась торжественная линейка, в которой приняли участие Черниговский городской председатель Александр Соколов, директор Литературно-мемориальном музее-заповеднике Н. Коцюбинского Игорь Коцюбинский, представители Института литературы НАН Украины, которые работали с Михайлиной Коцюбинской, представители черниговской интеллигенции.

### Книги
- Аналіз літературного твору. — К.: Рад. школа, 1959. — 166 с. (співавторка).
- Образне слово в літературному творі: Питання теорії художніх тропів. — К.: Вид-во АН УРСР, 1959. — 188 с.
- Література як мистецтво слова. — К.: Наук. думка, 1965. — 323 с.
- Етюди про поетику Шевченка: Літературно-критичний нарис. — К.: Рад. письменник, 1990. — 272 с.
- З любов’ю і болем. Спогади про поета // У кн: Павло Тичина. Панахидні співи. З юнацького зошита. Вибране. — К., 2000. — С 3-17.
- «Зафіксоване і нетлінне»: Роздуми про епістолярну творчість. — К.: Дух і літера, 2001. — 300 с.
- Моральний імператив і виклики часу. Промова на випускних урочистостях в Українському Католицькому Університеті (укр.). maidan.org.ua. Дата обращения: 12 января 2019.. Львів: Вид-во УКУ, 2004. — 32 с. Передрук у газеті «День». (укр.). www.day.kiev.ua. Дата обращения: 12 января 2019.
- Вітер з України і наші екзистенційні зусилля. web.archive.org. Дата обращения: 12 января 2019..- К.: Києво-Могилянська академія, 2005. — 70 с.
- Мої обрії: В 2 т. — К.: Дух і літера, 2004.
- Книга споминів. — Х.: Акта, 2014. — 286 с. (укр.). acta.com.ua. Дата обращения: 12 января 2019.
- Історія, оркестрована на людські голоси. web.archive.org. Дата обращения: 12 января 2019.. — К.: Києво-Могилянська академія, 2008. — 70 с.
- Листи і люди: роздуми про епістолярну творчість. — К.: Дух і літера, 2009. — 584 с.

### Статьи
- «Неначе цвяшок в серце вбитий…» (Варіантність як основоположна риса поезії Шевченка) // Сучасність. — 1994. — № 7—8. — С. 196—200.
- Василь Стус у своїх листах (Листи В. Стуса до В. Дідківського) // Вітчизна. — 1995. — № 7—8. — С. 103—113.
- Стусове «самособоюнаповнення» (Із роздумів над поезією і листами В. Стуса) // Сучасність. — 1995. — № 6. — С. 137—145.
- Зіна Геник-Березовська — знайома і незнана // Сучасність. — 1995. — № 7-8. — С. 165—175
- Василь Стус у контексті сьогоднішньої культурної ситуації // Слово і час. — 1998. — № 6. — С. 17—28.
- Етюд на тему листів Катерини Білокур // Дивослово. — 2001. — № 3. — С. 14-17.
- Ще одне епістолярне відлуння недавнього минулого (Листи В. Чорновола до А.-Г. Горбач) // Сучасність. — 2002. — № 6. — С. 113—122.
- Голос доби: за «Листами до Михайла Коцюбинського» // Українська мова та література. — 2004 — № 6 — С. 1-16
- Надія з родини Світличних // Українки в історії / За ред. В. К. Борисенко — К.: Либідь, 2004. — С. 276—278.
- Література факту: між «великою» і «малою» зонами // Березіль. — 2006. — № 9 — С. 157—173
- Людина серед людей: Роман Корогодський у колі друзів і однодумців // Кур'єр Кривбасу — 2008. — № 1/2. — С. 207—217
- Світло Світличних: Іван і Надія // Світличний І. О. Світлична Н. О. З живучого племені Дон Кіхотів / Упоряд. Коцюбинська Н., Неживий О..— К.: Грамота, 2008,— с. 5—44 ISBN 978-966-349-128-8
- Шевченкові листи // Слово і час. — 2008. — № 7. — С. 15—22.
- Тихий стоїцизм Григорія Кочура // Слово і час. — 2009. — № 6 — С. 68—75
- Іван [про І.Світличного] // Дивослово. — 2009. — № 10. — С. 34—39.
- «Людина в радянському футлярі», або «Биття і буття на літературнім вулкані» (укр.). www.day.kiev.ua. Дата обращения: 12 января 2019. // День. — 2010 — 19—20 листопада — С. 10.